# Суховцы (Тернопольская область)

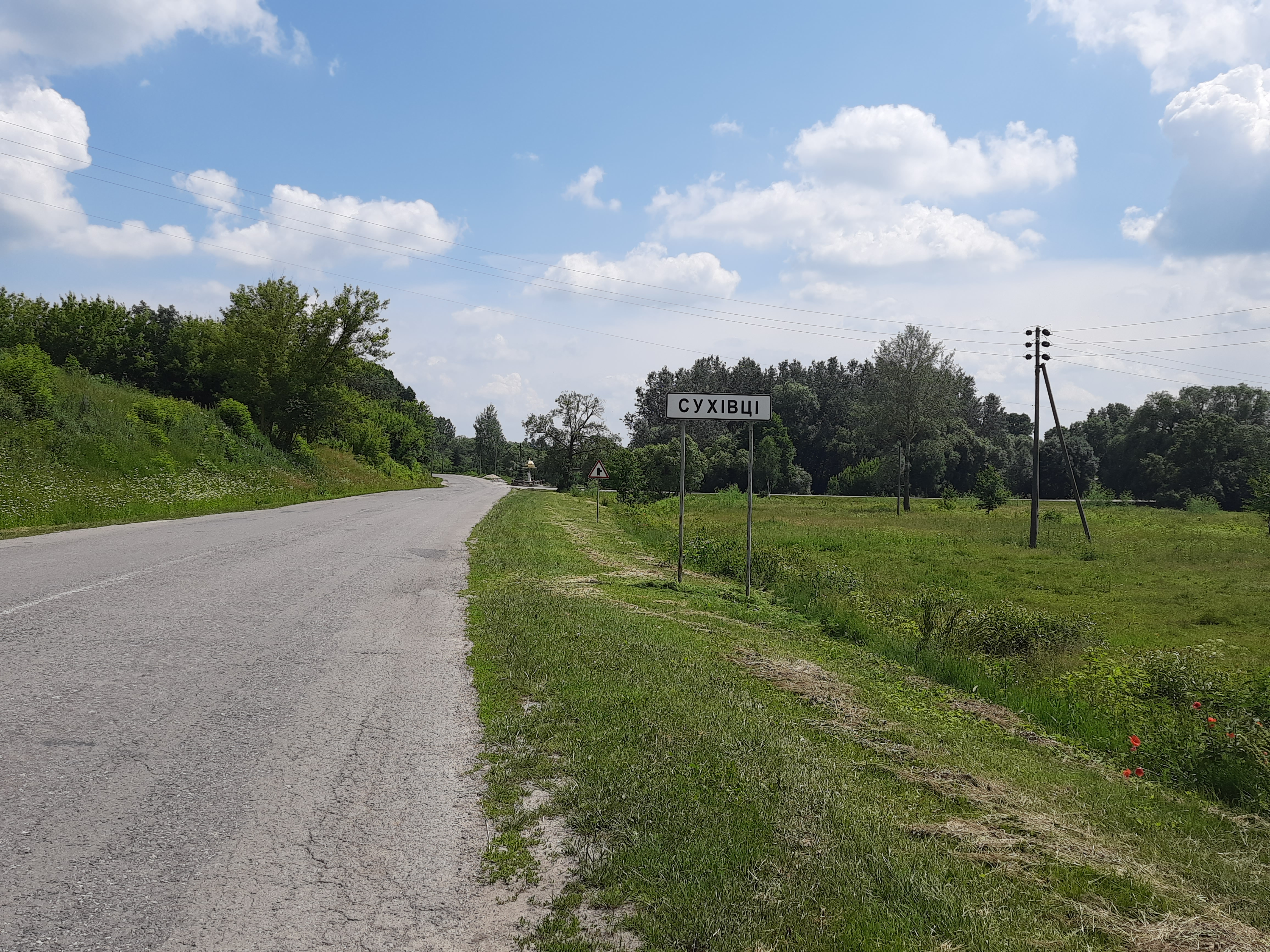

Суховцы (укр. Сухівці) — село в Скориковской сельской общине Тернопольского района Тернопольской области Украины.
До 2020 года входило в Подволочисский район.
Население по переписи 2001 года составляло 572 человека. Почтовый индекс — 47811. Телефонный код — 3543.